# 贝尔蒙叙伊韦尔东
贝尔蒙叙伊韦尔东（法語：Belmont-sur-Yverdon，法語發音：[bɛlmɔ̃ syʁ ivɛʁdɔ̃] ⓘ，意为“伊韦尔东上方的贝尔蒙”）是瑞士联邦西部法语区的沃州下设的一个市镇。在行政上属于沃州北汝拉区管辖。贝尔蒙叙伊韦尔东的总面积为6.47平方公里。截至2007年，总人口为271。